# Glòries (métro de Barcelone)
Glòries est une station de la ligne 1 du métro de Barcelone. Elle est située dans le district de Sant Martí, à Barcelone en Catalogne.
Elle est mise en service en 1951, lors de l'ouverture d'un prolongement de la ligne 1.

## Situation sur le réseau

Plan du métro de Barcelone (2019).

Établie en souterrain, la station Glòries est située sur la ligne 1 du métro de Barcelone, entre la station Marina en direction de la station terminus Hospital de Bellvitge, et la station Clot, en direction de la station terminus Fondo,.

## Histoire
La station Glòries de la ligne 1 du métro de Barcelone est mise en service le 23 juin 1951. Son nom fait référence à la Plaça de les Glòries Catalanes, lors du prolongement de Marina à Clot.

## Services aux voyageurs

### Desserte

Installations et desserte
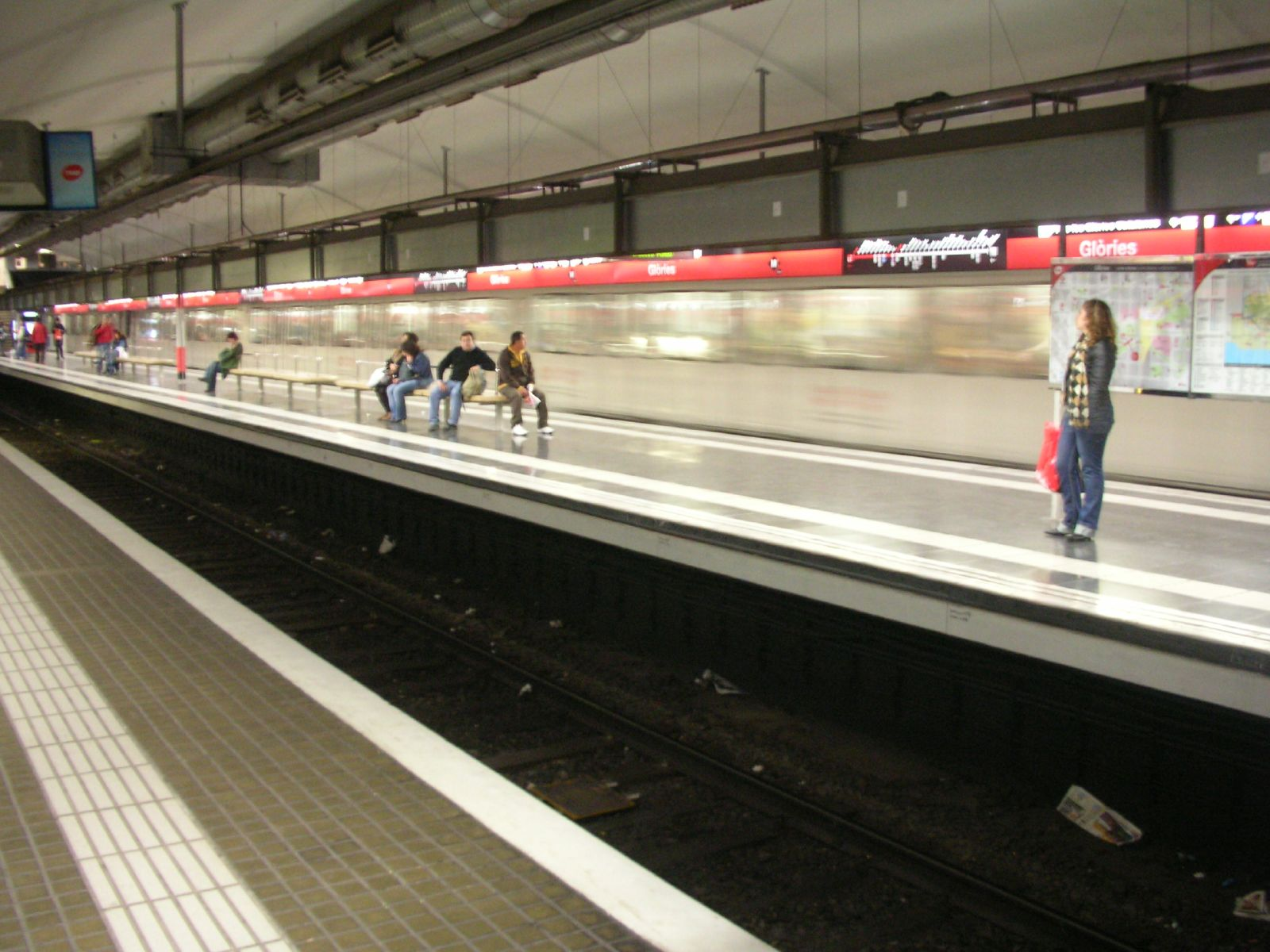
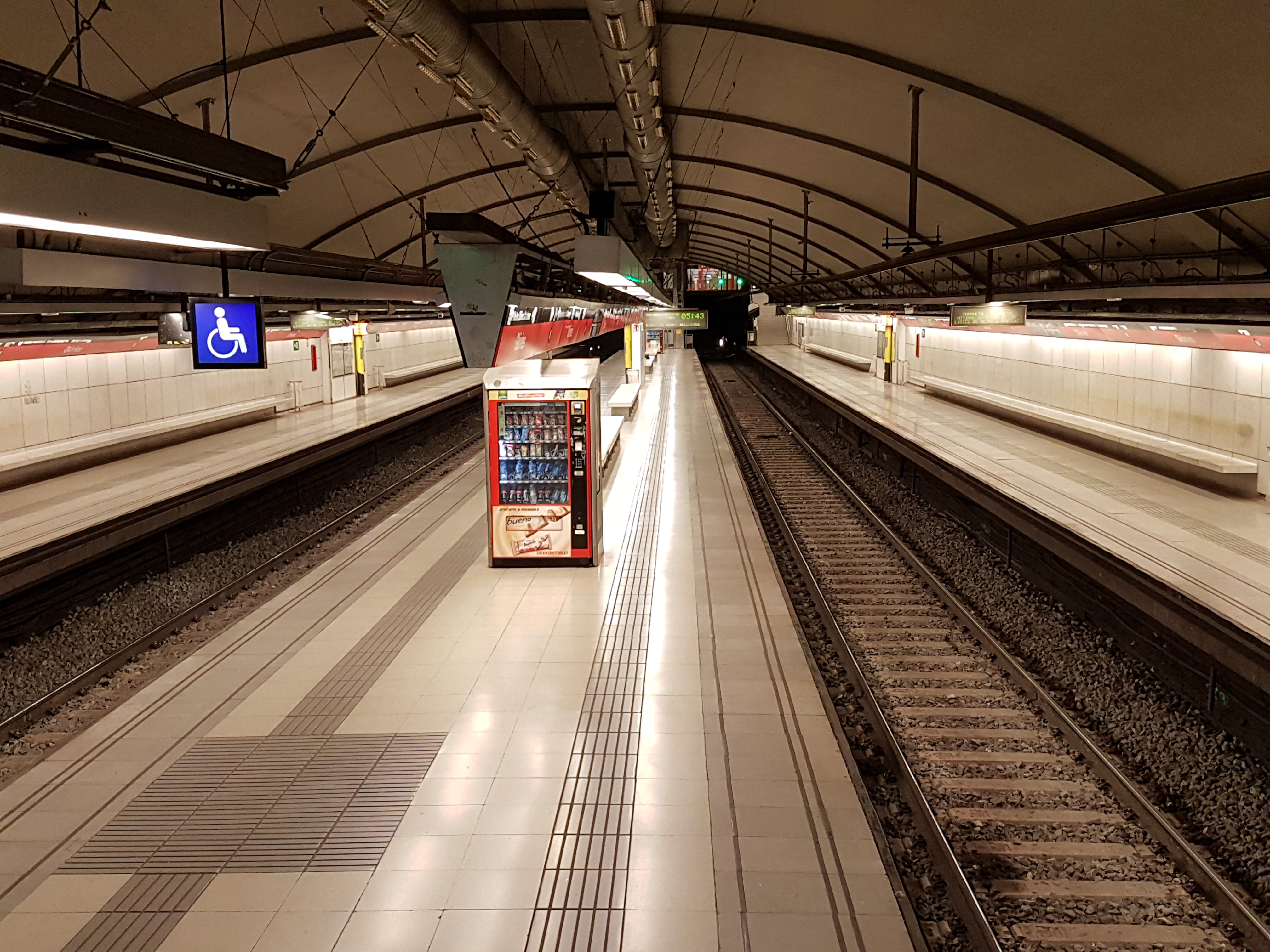
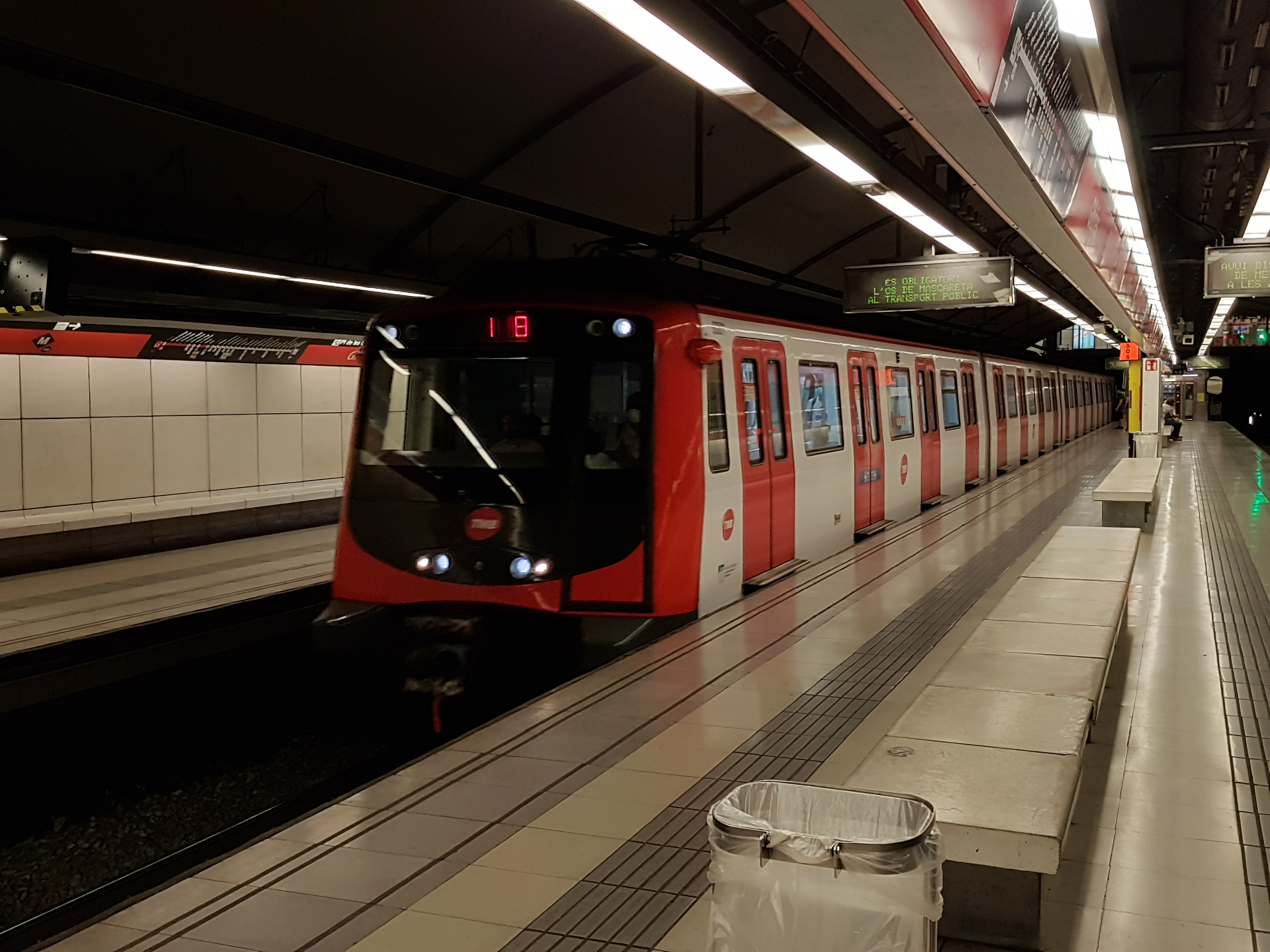

## À proximité
- Place des Gloires catalanes
- Tour Glòries